# Костел Святого Вацлава (Баворів)

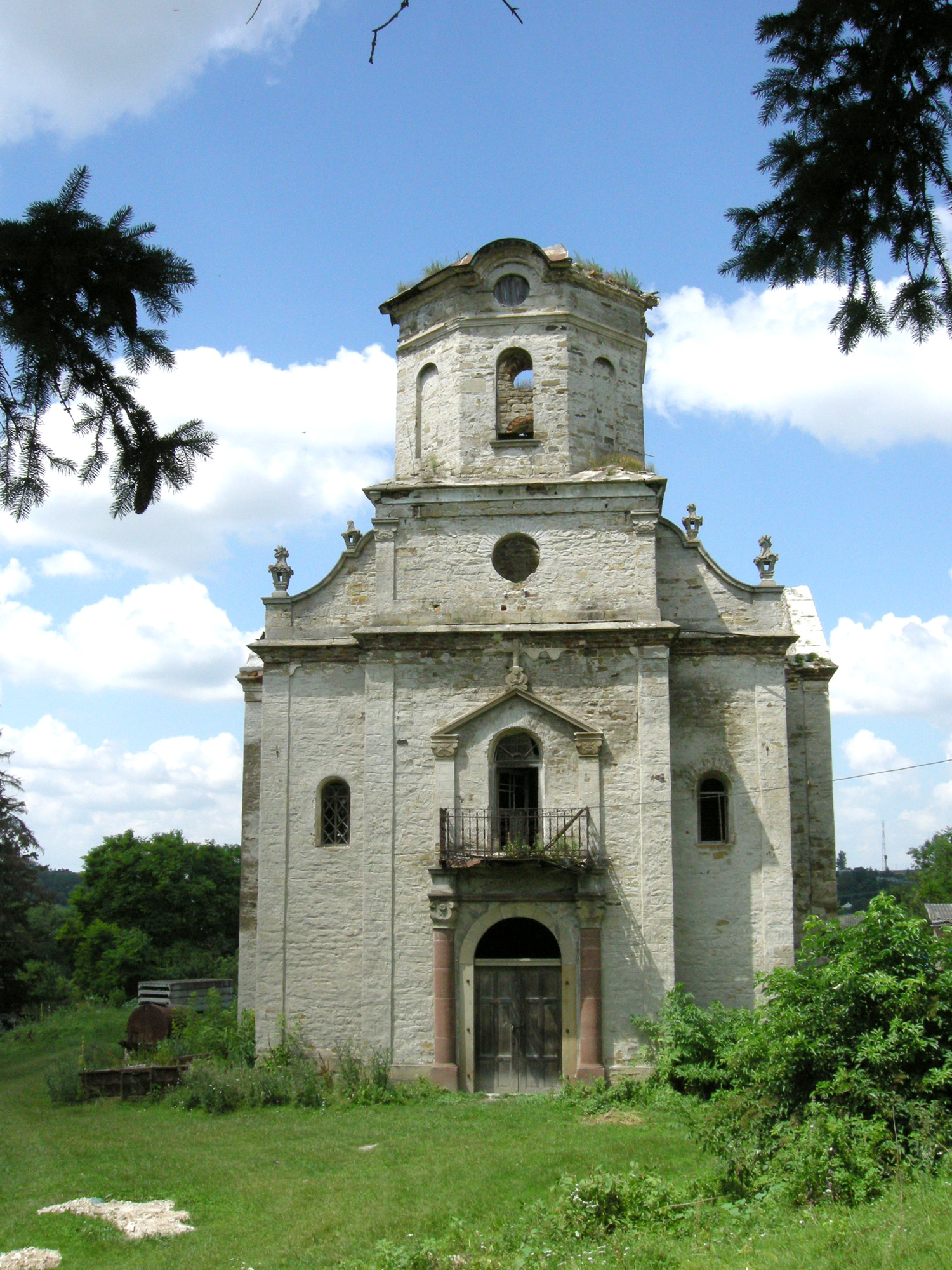
Костел, 2010

Костел Святого Вацлава мученика в Баворові — культова споруда в колишньому місті Баворів (тепер село Тернопільського району). Діючий римо-католицький храм Львівської архидієцезії РКЦ. Збудований власними коштами ксьондза Я. Шубера на початку XX століття. Пам'ятка архітектури місцевого значення (охоронний номер 228).
У жовтні 2014 року львівський латинський архієпископ-митрополит Мечислав Мокшицький, о. Анатолій Заячковський урочисто посвятили відновлений костел. Одним із меценатів відновлення храму є Даріуш Гаєвський.